# جرج وتریل
جرج وتریل (انگلیسی: George Wetherill؛ زاده ۱۲ اوت ۱۹۲۵ درگذشته ۱۹ ژوئیهٔ ۲۰۰۶) فیزیک‌دان اهل ایالات متحده آمریکا بود.